# Jan Schröder (Admiral)

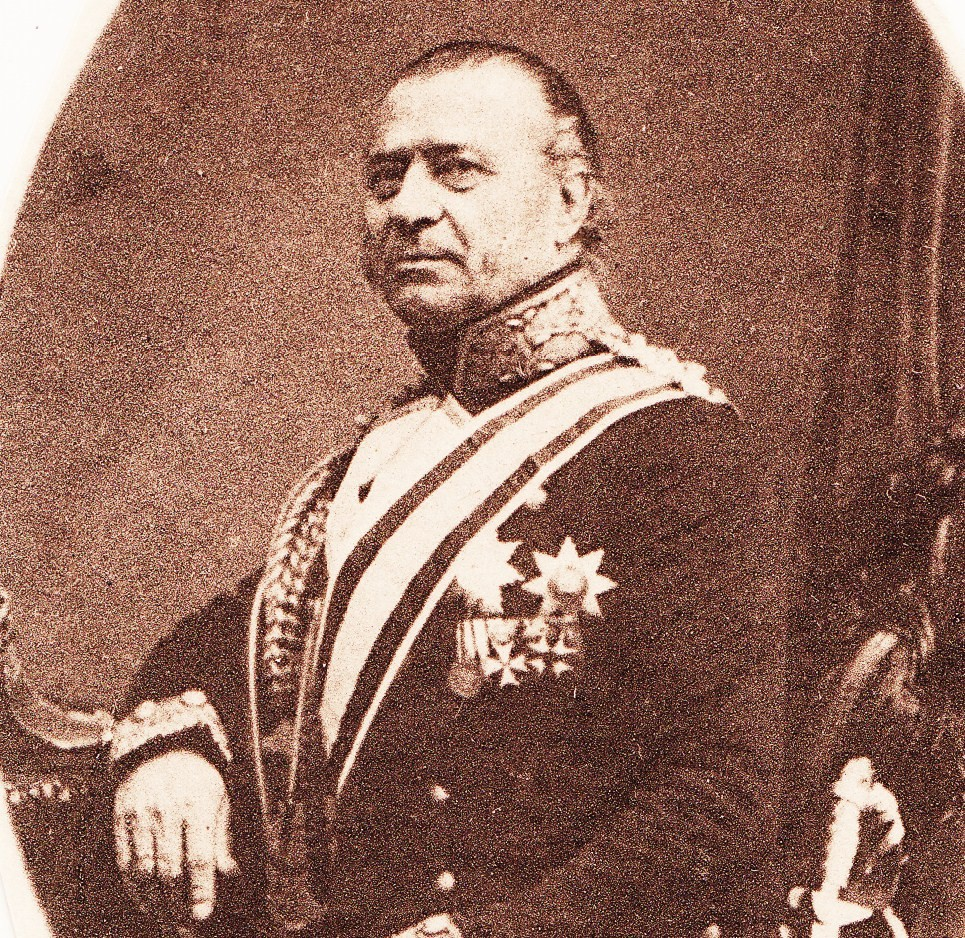
Jan Schröder

Jan Schröder (* 15. November 1800 in Vlissingen; † 2. Mai 1885 in Kleve) war ein niederländischer Marineoffizier, der später in deutschen Diensten Vizeadmiral wurde.

## Leben
Schröder trat 1812 zunächst in die französische Marine ein und wechselte im Februar 1814 im Rang eines Seekadetten in die niederländische Marine über, in der er bis 1846 diente. Im selben Jahr trat er in preußische Dienste über und wurde am 4. Juli 1846 Rat IV. Klasse. Er war Direktor der Hauptnavigationsschule Danzig und zeitweise Kommandant der Segelkorvette Amazone.
1848–49 wurde er Mitglied der technischen Marinekommission der von der Frankfurter Nationalversammlung eingesetzten Regierung und wirkte am Aufbau der deutschen Reichsflotte mit. Zugleich diente er als Kommodore in der im Aufbau befindliche  Preußische Marine und führte 1852/53 deren Übungsgeschwader während einer Reise nach Südamerika. Schröder wurde am 17. Mai 1854 als erster Seeoffizier der preußischen Marine zum Konteradmiral befördert.
Von 1859 bis 1860 war er Chef der preußischen Marineverwaltung. Nach seinem Ausscheiden aus dem aktiven Dienst starb er 1885 in Kleve.